# Лек (річка)
Лек (нід. вимова: [lɛk]) — річка на заході Нідерландів, простягається приблизно на 62 км в довжину.

## Опис
Річка Недеррейн, яка є рукавом річки Рейн розгалужується поблизу міста Вейк бей Дюрстеде на дві річки: Кромме Рейн та Лек.
Лек частково утворює межу між провінціями Утрехт і Гелдерланд, а також між Утрехтом і Південною Голландією.
У часи Римської імперії Недеррейн майже повністю впадав у Кромме Рейн. Коли в середні віки Кромме Рейн почав замулюватися, Лек став основним витоком Недеррейна. Неподалік від містечка Вейк-бей-Дюрстеде Лек перетинається з каналом Амстердам-Рейн, який продовжується на південь у напрямку до Ваалю. Відгалуження цього каналу, Лекканаал (канал Лек), впадає в Лек в місті Ніувегейн.
Іншими містами що розташовані вздовж Леку є Кюлемборг, Віанен, Схонховен, Ню-Леккерланд, Леккеркерк і Крімпен-ан-де-Лек. Русло річки знаходиться трохи вище, ніж навколишні землі, і тому дамби є важливими для утримання Лека. У селі Кіндердейк Лек зустрічається з річкою Норд, і цей об'єднаний потік відомий як Ньїве-Маас впадає до Північного моря.